# Der Tod in der Waschstraße
Der Tod in der Waschstraße ist ein 1981 entstandener deutscher Spielfilm, eine Mischung aus Zeitbild und Jugendfilmdrama.

## Handlung
Peter ist 18 Jahre alt und hat kurz vor dem Abitur, weil er Stress hatte und Stress machte, die Schule abgebrochen. Nun jobbt er recht lustlos in einer Autowaschstraße und hat gelegentlich Allmachtsphantasien mit einigem Zerstörungspotenzial. Er sagt: „Ich mache einen Bedienungsfehler, und Tausende Autos werden mit einer Schramme von mir herumfahren“. Wenigstens ein Mensch ist angesichts solch pubertärer Sprüche beeindruckt von ihm: die 15-jährige Jutta. Peter will mehr vom Leben, er hat schriftstellerische Ambitionen und hält sich für ein großes literarisches Talent, dem man nur eine Chance geben müsse. In der Gartenlaube der Eltern nützt er jede freie Minute, um sein Erstlingswerk zu vollenden. Tatsächlich kann ihm ausgerechnet die blutjunge Schülerin helfen, den Kontakt zu einem Verlag herzustellen. Der Erstling soll „Der Tod in der Waschstraße“ heißen.
Das Buch erscheint, erweist sich jedoch als Ladenhüter. Peter muss seine hochfliegenden Träume begraben und findet Unterschlupf bei Frau Jesky, der Pächterin einer anderen Autowaschstraße. Diese alternde Frau gibt ihm mit ihrer menschlichen Nähe, den Erzählungen aus ihrem Leben, das von Freiheitsdrang und vielen zerbrochenen Träumen geprägt war, und ihrer Suche nach etwas Wärme im Alltag all das, was Peter bislang anderswo vorenthalten worden war – bei den Verlagsleuten und Buchhändlern wie auch bei Jutta. Auch in Panos, dem jungen, griechischen Gastarbeiter, der von Frau Jesky einen Job in ihrem kleinen Unternehmen bekommen hat, findet er erstmals Vertrautheit. Peter beginnt seine Träume zu begraben und sich neuen Zielen zuzuwenden. Dabei hilft ihm die alternde Waschstraßenbesitzerin: denn eines Tages ist Frau Jesky verschwunden und hinterlässt ihm als Jungunternehmer ihre Waschstraße.

## Produktionsnotiz
Der Tod in der Waschstraße wurde 1981 gedreht und am 19. Februar 1982 uraufgeführt.

## Kritiken
„Wenn Rosemarie Fendel einem Achtzehnjährigen aus ihrem Leben erzählt, wie sie sich von den reichen Eltern nicht in eine Ehe zwingen ließ, weil sie einen Mann aus Liebe wollte, wie sie dann lange gewartet hat, aber keiner gekommen ist, den sie lieben konnte, bis zu dem Moment, wo es um Liebe und Tod ging, wie die ältere Frau das erzählt und unausgesprochen um ein bißchen Wärme von dem Jungen bittet – das ist der schönste Augenblick des Films. Ganz selbstverständlich, ohne falsche Töne und Gebärden spricht eine Frau von ihrem Leben. Man sieht ihr Gesicht, ihre Körperhaltung, hört ihre Stimme: eine Kinogeschichte. Da ist nichts zu spüren von der überzeichneten Sinnträchtigkeit, die diesen Film sonst so langweilig macht; wo überdeutliche Klischees die Figuren unecht werden lassen: die Redakteurin und der Lektor reden so dumm und aufgeblasen, wie man sich das von Kulturleuten immer schon dachte, der Vater ist progressiv verständnisvoll, die Mutter hysterisch penetrant. Und die beiden jugendlichen Hauptfiguren – er, der Geschichten schreibt und in einer Autowaschanlage arbeitet, sie, die ihre Grenzen ausprobiert und zur Schule geht – müssen so reden, daß es jeder hören kann: Der Regisseur kennt sich aus mit der Sprache der Jugend.“

„Der Debütfilm von Friedemann Schulz wurde so zu einem hoffnungsvollen und optimistischem Werk. Selbst wenn die große Chance verspielt ist, kann sich das Blatt noch wenden. Jerzy Lipman … setzte Schulz’ Thema gefühlvoll in Szene.“

„Aus Unbehagen am Streß hat Peter die Schule vorzeitig verlassen. In einer Auto-Waschstraße findet er den Stoff, aus dem seine Erzählungen und Romane sind. Der Debüt-Spielfilm des Regisseurs Friedemann Schulz stieß 1982 allgemein aufs Wohlwollen der deutschen Kritik.“

„Ein scheinbarer Versager, der die Schule kurz vor dem Abitur verließ, scheint sein Ziel zu erreichen, als ein Verleger seinen ersten Roman annimmt. Doch der Erfolg bleibt aus, und zu guter Letzt arbeitet er weiter in jener Autowaschstraße, die ihn zu seinem Buch inspirierte. Das einfühlsame Porträt eines jungen Mannes, der trotz seiner persönlichen Niederlagen an seine Zukunft glaubt. Ein mit treffenden Beobachtungen aus dem deutschen Alltagsleben in ironisch-distanzierter Art inszenierter Debütfilm.“